# 分馏椰子油
分餾椰子油是一種經過加工分餾的椰子油，這種油的飽和脂肪含量很高，常被作為生產化妝品的原料。
椰子油本身飽和脂肪含量很高，接近90%。純椰子油在室溫環境下是乳白色的固體形式，經過提煉和分餾後變成黃色液體狀。精煉過程去除了油中的雜質，故不像未精煉的油一樣容易變質，不需要特別的儲存和處理過程。分餾椰子油常常被用於精油和按摩油的載體油，還可作為保濕霜使用，亦是沐浴乳和護膚品的理想原料，肥皂生產中也常常使用分餾椰子油。